# John Horace Round
John Horace Round (ur. 22 lutego 1854 w Hove, zm. 24 czerwca 1928 tamże) – brytyjski historyk i genealog.

## Życiorys
John edukacje rozpoczął w szkole w Brighton i kontynuował w Balliol College na Uniwersytecie Oxfordzkim. Jego pierwsze prace naukowe dotyczyły historii zamku w Colchester. Po krótkim zaangażowaniu w życie polityczne jego zainteresowania skierowały się na Domesday Book. Napisał wprowadzenie i wniósł znaczący wkład w tłumaczenie. W zakresie genealogii jego najbardziej znaczące dzieła to monografia poświęcona Geoffrey'owi de Mandeville (1892) i Feudal England (1895), kolekcja esejów wokół tezy, że historia Anglii rozpoczęła się wraz z najazdem Normanów w 1066 roku.
Zmarł na zapalenie płuc 24 czerwca 1928 roku w swoim domu w Hove.